# مونيكا رايت
مونيكا رايت (بالإنجليزية: Monica Wright)‏ مواليد 15 يوليو 1988 في سان أنطونيو، هي لاعبة كرة سلة أمريكية. بدأت مسيرتها الاحترافية في سنة 2010. تم اختيارها من قبل فريق مينيسوتا لينكس خلال الدرافت. يبلغ طولها 5 قدم 10 بوصة (1.8 م). فازت بلقب دوري المحترفات.

## المسيرة الاحترافية
لعبت مع مينيسوتا لينكس من سنة 2010 إلى 2015، ثم لعبت مع نادي بوتاش الرياضي في موسم 2011–2012، ثم لعبت مع سياتل ستورم في موسم 2015–2016.

## روابط خارجية
- مونيكا رايت على موقع الاتحاد الدولي لكرة السلة (الإنجليزية)
- مونيكا رايت على موقع الاتحاد الوطني لكرة السلة النسائية (الإنجليزية)
- مونيكا رايت على موقع كرة السلة الأوروبية.كوم (الإنجليزية)
- مونيكا رايت على موقع كلية كرة السلة في سبورتس رفرنس.كوم (الإنجليزية)
- مونيكا رايت على موقع بروبوليرز (الإنجليزية)
- مونيكا رايت على موقع سبورتس رفرنس (الإنجليزية)